# Communauté de communes Aubrac Lot Causses Tarn
La communauté de communes Aubrac Lot Causse Tarn est une communauté de communes française située dans le département de la Lozère, en région Occitanie.

## Historique
Cette communauté de communes naît de la fusion, le 1er janvier 2017, des communautés de communes Aubrac-Lot-Causse, du Causse du Massegros et du Pays de Chanac. Son siège est fixé à La Canourgue.
À cette même date, les communes du Massegros, de Saint-Georges-de-Lévéjac, de Saint-Rome-de-Dolan, du Recoux et des Vignes fusionnent pour constituer la commune nouvelle de Massegros Causses Gorges. L'intercommunalité est rebaptisée « Communauté de communes Aubrac Lot Causses Tarn ».

## Territoire communautaire

### Composition
La communauté de communes est composée des 15 communes suivantes :

| Nom                      | Code Insee | Gentilé          | Superficie (km2) | Population (dernière pop. légale) | Densité (hab./km2) |
| ------------------------ | ---------- | ---------------- | ---------------- | --------------------------------- | ------------------ |
| La Canourgue (siège)     | 48034      | Canourguais      | 104,29           | 2 095 (2022)                      | 20                 |
| Banassac-Canilhac        | 48017      |                  | 24,68            | 1 069 (2022)                      | 43                 |
| Chanac                   | 48039      | Chanacois        | 71,14            | 1 421 (2022)                      | 20                 |
| Cultures                 | 48055      | Culturois        | 3,96             | 197 (2022)                        | 50                 |
| Esclanèdes               | 48056      | Esclanédiens     | 12,51            | 428 (2022)                        | 34                 |
| Les Hermaux              | 48073      | Hermalziens      | 17,59            | 103 (2022)                        | 5,9                |
| Laval-du-Tarn            | 48085      | Lavalais         | 36,85            | 103 (2022)                        | 2,8                |
| Massegros Causses Gorges | 48094      |                  | 159,36           | 936 (2022)                        | 5,9                |
| Saint-Germain-du-Teil    | 48156      | Saint-Germanais  | 22,58            | 860 (2022)                        | 38                 |
| Saint-Pierre-de-Nogaret  | 48175      | Saint-Pierriens  | 16,44            | 174 (2022)                        | 11                 |
| Saint-Saturnin           | 48181      | Saint-Saturniens | 9,14             | 58 (2022)                         | 6,3                |
| Les Salces               | 48187      | Salcéens         | 45,78            | 90 (2022)                         | 2                  |
| Les Salelles             | 48185      | Salellois        | 10,62            | 166 (2022)                        | 16                 |
| La Tieule                | 48191      | Tieulois         | 24               | 95 (2022)                         | 4                  |
| Trélans                  | 48192      | Trélandais       | 23,35            | 89 (2022)                         | 3,8                |

### Démographie
| 1968  | 1975  | 1982  | 1990  | 1999  | 2010  | 2015  | 2021  |
| ----- | ----- | ----- | ----- | ----- | ----- | ----- | ----- |
| 6 697 | 6 608 | 6 507 | 6 493 | 6 848 | 7 597 | 7 852 | 7 896 |

## Administration

### Siège
Le siège de la communauté de communes est situé à La Canourgue.

### Les élus
À la suite des élections municipales et communautaires de mars 2020, le conseil communautaire de la communauté de communes Aubrac Lot Causse Tarn se compose de 34 membres représentant chacune des communes membres et élus pour une durée de six ans.
Ils sont répartis comme suit :
| Nombre de délégués | Communes |
| ------------------ | --- |
| 8                  | La Canourgue |
| 5                  | Chanac |
| 4                  | Banassac-Canilhac, Massegros Causses Gorges                                                                                             |
| 3                  | Saint-Germain-du-Teil |
| 1                  | Cultures, Esclanèdes, Les Hermaux, Laval-du-Tarn, Saint-Pierre-de-Nogaret, Saint-Saturnin, Les Salces, Les Salelles, La Tieule, Trélans |

### Présidence
| Période      | Période      | Identité           | Étiquette | Qualité                                 |
| ------------ | ------------ | ------------------ | --------- | --------------------------------------- |
| 2017         | juillet 2020 | Jacques Blanc      | LR        | maire de La Canourgue                   |
| juillet 2020 | En cours     | Jean-Claude Saleil |           | 1er adjoint du Massegros Causses Gorges |

### Régime fiscal et budget
Le régime fiscal de la communauté de communes est la fiscalité professionnelle unique (FPU).